# Aquilini d'Évreux
Aquilini d'Évreux (620 - 695) va ser un soldat de l'exèrcit francès durant quaranta anys. Durant el seu retorn de la batalla contra els visigots ell i la seva muller van dedicar la seva vida en tasques de caritat i van traslladar-se a Évreux. De seguida esdevingué bisbe però va evitar la vida pública. És venerat com a sant per diverses esglésies cristianes i la seva festa se celebra el 19 d'octubre.